# Хафез, Абдель Халим
Хафез Абдель Халим Шабана (араб. عبدالحليم إسماعيل شبانة‎) известен как Абдель Халим Хафез; арабский язык: араб. عبد الحليم حافظ‎; 21 июня 1929 — 30 марта 1977) — популярный египетских певец и актёр, был популярен на всём Ближнем Востоке с 1950-х до 1970-х.

### Биография
Считается одним из четырёх "великих людей" египетской и арабской музыки. Его произведения до сих пор часто звучат на радио в Египте и арабском мире. Его прозвали эль-Андалиб эль-Асмар, что буквально значит в переводе на русский «тёмный соловей» (араб. العندليب الأسمر‎). Во всём мире он известен как «Арабский (аравийский) Элвис.»